# Giovanni Garzoni (politico e diplomatico)
Giovanni Garzoni (Venezia, prima del 1354 – Venezia, 1427-1428) è stato un politico e diplomatico italiano, al servizio della Repubblica di Venezia.

## Biografia
Nacque da Bandino di Giovanni e da Elisabetta Pisani. Il padre, residente a San Fantin, era un ricco mercante appartenente a una famiglia di origini lucchesi, il quale si era distinto durante la guerra di Chioggia sia per i continui prestiti accordati alla Repubblica, sia inviando due suoi figli, Nicolò e lo stesso Giovanni, a combattere. Con queste motivazioni il 4 settembre 1381 i due fratelli furono creati patrizi (Bandino era spirato il giorno prima della proclamazione). Solo Giovanni poté tramandare il titolo essendo Nicolò morto senza discendenza.
Sposò la nobildonna Chiara, di cui non si conosce la casata, che gli diede almeno quattro figli: Bartolomeo, Francesco, Polissena e Maria, quest'ultima andata in sposa ad Ermolao Barbaro, fratello del più noto Francesco Barbaro. Sul finire degli anni ottanta si trasferì nel sestiere di San Polo, dove dimorò la sua discendenza sino al trasferimento nel palazzo di San Samuele, alla fine del Seicento.
Morto tra il 16 giugno 1427 e il 24 settembre 1428, fu sepolto nella tomba di famiglia ai Santi Giovanni e Paolo.

### Carriera politica
Già poco tempo dopo la cooptazione si ritrova pienamente inserito nella vita pubblica. Ricoprì ruoli amministrativi e diplomatici generalmente "leggeri", non avendone le capacità o forse perché ne fu escluso vista la sua recente nobiltà. L'esperienza accumulata nel campo mercantile lo fecero invece un apprezzato esperto finanziario.
Nel 1382 partecipò all'elezione del doge Michele Morosini. Nel secondo semestre del 1383 fu membro della Quarantia. Nel 1384 diveniva sovrintendente alle fortificazioni di Mestre, mentre nel 1385 fu esonerato da una missione per chiedere la restituzione di certe merci veneziane sequestrate da Giovanni II di Baviera. Tra il 1386 e il 1387 è di nuovo nella Quarantia.
Nel 1389 accompagnò Francesco Gonzaga e poi Alberto V d'Este nelle loro visite a Venezia. Ebbe il primo ruolo finanziario nel 1391 come savio alle Monete.
Nel 1392 diresse il restauro delle fortificazioni di Pellestrina. Nel 1393 e ancora l'anno successivo fu tra i magistrati incaricati di esaminare le richieste dei creditori statali. Sempre nel 1394 compare tra i savi agli Ordini.
Il 7 luglio 1401 è a Bologna per mediare la pace con Faenza. Ricoprì un incarico analogo in Friuli qualche mese dopo. Nel 1403 fu giudice di petizion e l'anno si portò a Firenze per cercare l'appoggio nella guerra che impegnò Venezia nella conquista della terraferma. Il conflitto lo vide direttamente coinvolto, seppur brevemente (settembre-ottobre 1405), come provveditore presso le truppe impegnate nel Veronese.
Nel 1406 aveva ancora incarichi di ambito finanziario. Nell'estate di quell'anno si recò pellegrino in Terrasanta con i figli. Nel 1407 fu capitano di Soave, ma già qualche mese dopo tornava a Venezia dove fu nominato consigliere ducale.
Successivamente ebbe incarichi diplomatici di scarso rilievo: fu a Milano, in Friuli, in Toscana, di nuovo in Friuli, quindi a Rimini e a Pesaro. Nel 1409 rifiutò di partecipare a una missione a Ferrara, quindi fu impegnato a Trento.
Dal 1412 tornò ad occuparsi di economia pubblica per circa un decennio. Nel frattempo continuava, con una certa riluttanza, anche l'attività diplomatica e amministrativa (capitano di Vicenza nel 1416-17, podestà di Capodistria nel 1418-19). Ebbe anche incarichi di maggiore rilievo: fece parte delle commissioni elettorali dei dogi Tommaso Mocenigo e Francesco Foscari e fu di nuovo consigliere ducale (1417-18, 1419-20; rifiutò una nuova nomina nel 1423).
Nel 1424 collaborò al riassetto della camera dei prestiti.